# Davčna ulica, Ljubljana
Davčna ulica je ena izmed ulic v Ljubljani; poimenovana je po Davčnem uradu Ljubljana, ki ima naslov Davčna ulica 1.

## Zgodovina
Leta 2008 so preimenovali del Savske ceste kot Davčna ulica.

## Urbanizem
Ulica poteka od križišča s Flajšmanovo do križišča s Savsko cesto.
Na ulico se povezuje stranski krak Šmartinske ceste.